# Whispering Grass
Whispering Grass (Don't Tell the Trees) is een populair lied geschreven door Fred Fisher en zijn dochter Doris Fisher. Het idee van "whispering grass", dat iemands geheimen onthult, gaat terug tot de Griekse mythologie, met name de mythe van Midas.
Het lied werd voor het eerst opgenomen door Erskine Hawkins & His Orchestra in 1940. The Ink Spots met Bill Kenny namen het in datzelfde jaar ook op. Een live instrumentale versie werd gespeeld en opgenomen door Johnny Hodges met Duke Ellington en zijn orkest in de Cristal Ballroom in Fargo, North Dakota, eveneens in 1940.
Het lied is gecoverd door talloze zangers, waaronder Ringo Starr op zijn album Sentimental Journey uit 1970 en Sandy Denny op haar album Like an Old Fashioned Waltz uit 1974. In 1975 stond een versie van de Britse acteurs Windsor Davies en Don Estelle bovenaan de Britse hitlijst.